# Magdalena Pietrzak (koszykarka)
Magdalena Pietrzak (ur. 7 czerwca 1984) – polska koszykarka, występująca na pozycjach rzucającej lub niskiej skrzydłowej.

## Osiągnięcia
Na podstawie, o ile nie zaznaczono inaczej.
Drużynowe
- Mistrzyni Polski (2003)
- Brązowa medalistka mistrzostw Polski (2007)
- Awans do FGE z Liderem Pruszków (2009)